# José Calavera Ruiz

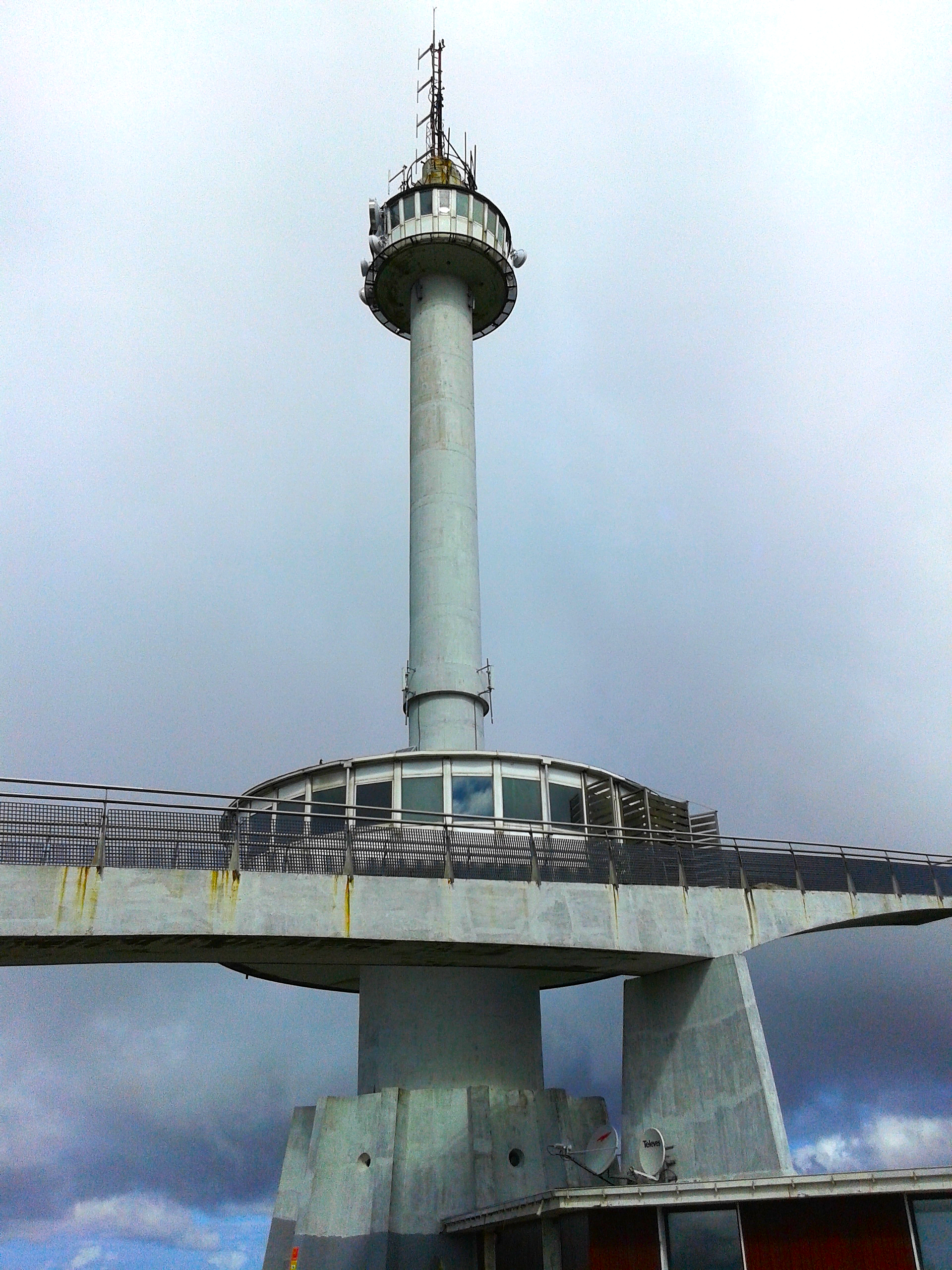
Monumento al Indiano

José Calavera Ruiz (* 23. Oktober 1931 in Melilla; † 25. August 2023) war ein spanischer Bauingenieur.

## Werdegang
Calavera studierte und promovierte am späteren Polytechnikum von Madrid, wo er auch Professor wurde. Außerdem gründete und leitete er das Bauforschungsinstitut Instituto Técnico de Materiales y Construcciones (INTEMAC).
Zu seinen Projekten gehörten die Seilbahn Fuente Dé und das Monumento al Indiano in Kantabrien, die Dächer des Real Madrid Sport Pavilion, der Brauerei Mahou in Madrid und des nationalen Viehmarkts in Torrelavega. Außerdem stammen von ihm zahlreiche Industriebauten. Er veröffentlichte mehrere Lehrbücher über Bauingenieurwesen.
2015 erhielt er den International Award of Merit in Structural Engineering der IABSE, deren Fellow er war. Er war Ehrendoktor des Polytechnikums von Valencia. 2014 erhielt er den spanischen Nationalpreis für Bauingenieurwesen, 1999 die fib-Medaille und 1990 die Edoardo Torroja Medaille. Er war Mitglied der fib Kommission Fertigbetonteile. 1982 wurde er Fellow des American Concrete Institute.

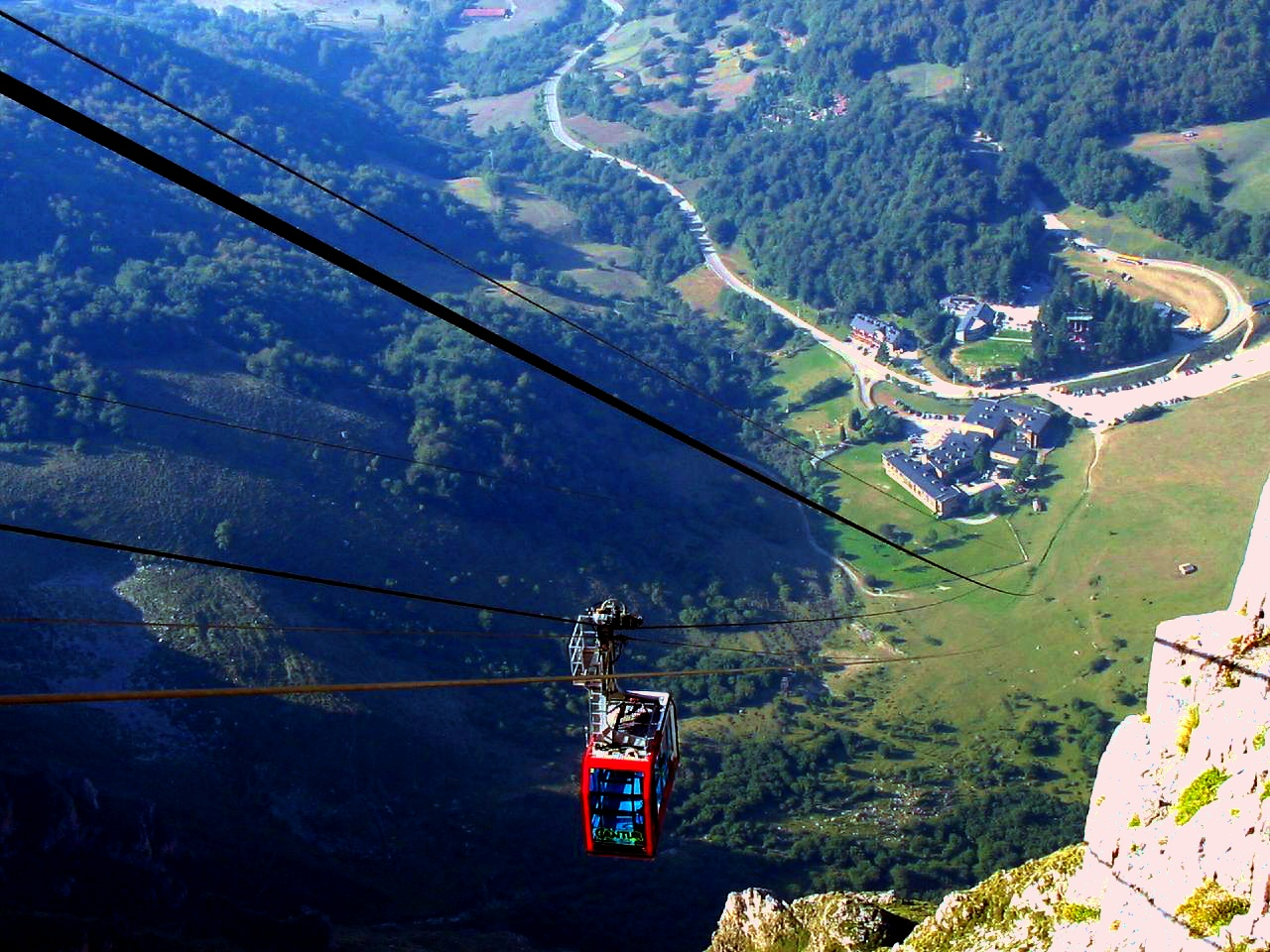
Seilbahn von Fuente Dé

## Schriften
- Manual for detailing reinforced concrete structures to EC2, London: Spon Press 2012